# 茨城県道43号茨城岩間線

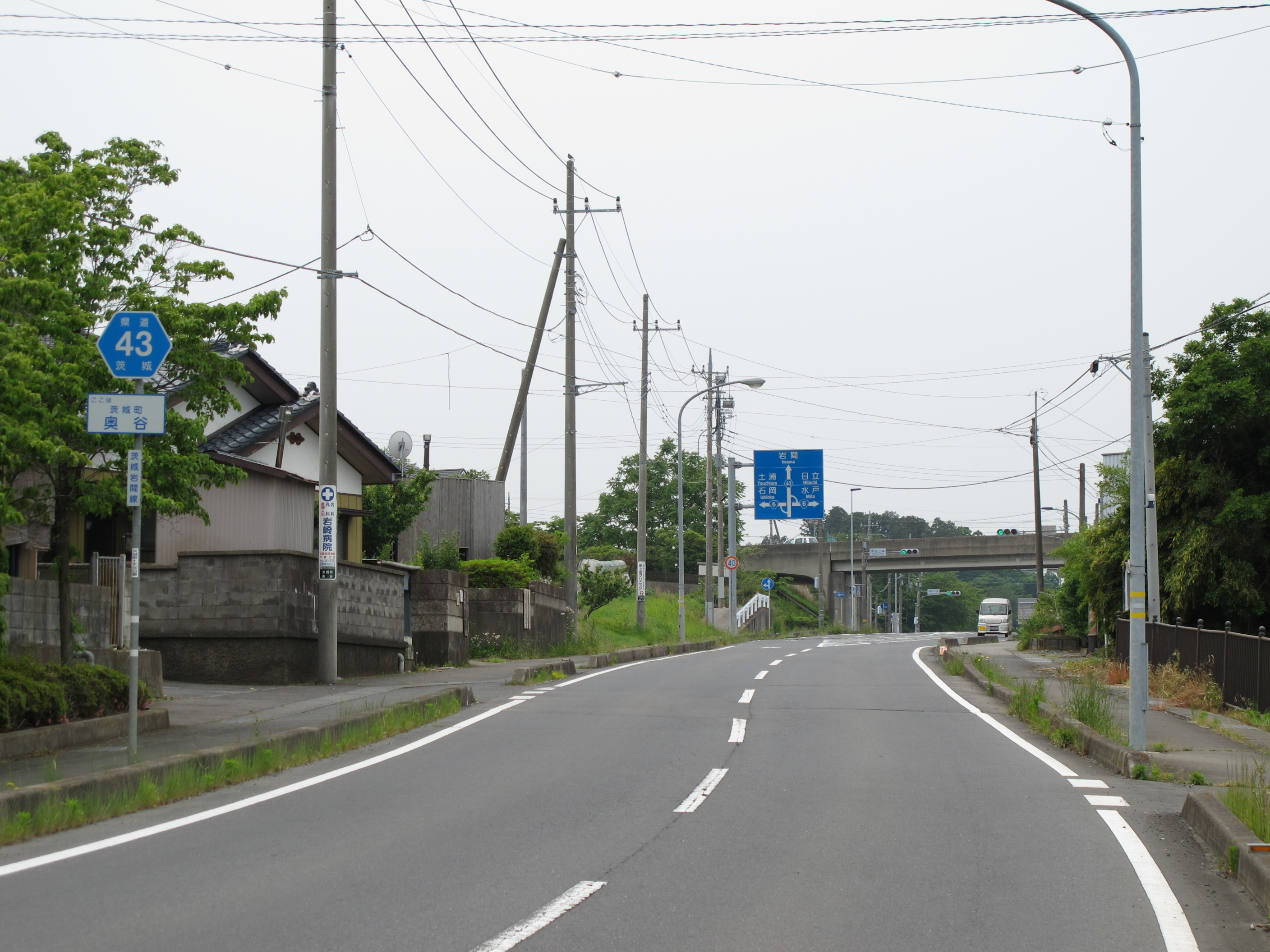
茨城県道43号茨城岩間線（現道・北線）
茨城町奥谷・起点付近（2014年5月）

茨城県道43号茨城岩間線（いばらきけんどう43ごう いばらき いわません）は、茨城県東茨城郡茨城町から笠間市に至る県道（主要地方道）である。

## 概要
茨城町と笠間市（岩間地区）を東西に結ぶ主要地方道である。本路線は路線認定当時から指定された現道（北線）と、常磐自動車道岩間ICと連絡する新道（南線）の2本のルートがあり、それぞれの道路が約1.5〜2.5 kmの距離を置いて並行する。
歴史としては北線の方が古いが、道路規格が良く高速道路のインターチェンジに接している南線の方が近年は本線としての存在感を強めている。

### 路線データ
- 現道（北線）
  - 起点：東茨城郡茨城町大字奥谷（茨城県道18号茨城鹿島線交点：奥谷交差点）[1]
  - 終点：笠間市下郷（国道355号交点：上町交差点）
- 新道（南線）
  - 起点：東茨城郡茨城町大字小幡（国道6号交点：小幡南交差点）
  - 終点：笠間市押辺字椚山2717番41地先（国道355号岩間バイパス交点）[2]
- 総延長：23.237 km[3]
- 重用延長：0.046 km[3]
- 未供用延長：なし[3]
- 実延長：23.191 km[3]
- 自動車交通不能区間延長[注釈 1]：なし[3]

## 歴史
1959年（昭和34年）10月14日、新たな県道として東茨城郡茨城町を起点とし、西茨城郡岩間町（現、笠間市）を終点とする区間を本路線として茨城県が県道路線認定した。

### 年表
- 1959年（昭和34年）10月14日：
  - 現在の路線が県道茨城岩間線として路線認定される[4]。
  - 道路の区域は東茨城郡茨城町大字奥谷の一級国道六号線分岐から西茨城郡岩間町大字下郷の主要地方道石岡笠間線交点までに決定される[1]。
- 1975年（昭和50年）10月27日：東茨城郡茨城町大字小幡 - 西茨城郡岩間町大字下郷に新道（11.797 km）を新設する道路区域を指定[5]。
- 1978年（昭和53年）5月22日：西茨城郡岩間町大字押辺地内に現道バイパス（1.173 km）を供用開始[6]
- 1980年（昭和55年）
  - 12月8日：西茨城郡岩間町大字安居 - 同町大字押辺の現道に道路改良バイパス路（580 m）を供用開始[7]。
  - 12月25日：西茨城郡岩間町大字安居地内（県道石塚石岡線 - 常磐自動車道交点）の現道に、道路改良バイパス路（1.535 m、一部県道石塚石岡線と重複）を供用開始[8]。
- 1982年（昭和57年）5月27日：西茨城郡岩間町安居（俎倉交差点） - 大字押辺の現道（2.553 km）の2車線化拡幅改良工事の区域指定[9]。
- 1987年（昭和62年）8月10日：西茨城郡岩間町大字押辺 - 同町大字市野谷の狭隘な現道（3.062 km）を拡幅2車線化する道路区域決定[10]。
- 1990年（平成2年）4月9日：岩間町大字泉地内（県道上吉影岩間線交点 - 国道355号交点）のバイパス延長区間の道路区域（1.0 km）が決定[11]。
- 1993年（平成5年）5月11日：建設省から、県道茨城岩間線が茨城岩間線として主要地方道に指定される[12]。
- 1995年（平成7年）3月30日：整理番号61から現在の番号（整理番号43）に変更される[13]。
- 2000年（平成12年）4月1日：東茨城郡茨城町小幡 - 西茨城郡岩間町大字安居の区間が、通行する車両の最大重量限度25トンの道路に指定される[14]。
- 2001年（平成13年）3月1日：西茨城郡岩間町大字押辺の区間が、通行する車両の最大重量限度25トンの道路に指定される[15]。
- 2004年（平成16年）3月22日：茨城町大字小幡 - 岩間町大字押辺（新道）の区間が、通行する車両の高さの最高限度4.1 mの道路に指定される[16]。
- 2024年（令和6年）2月26日：笠間市押辺（国道355号岩間バイパス交点） - 笠間市泉（国道355号旧道交点）の新道（南線）の一部（1.672 km）が、移管により県道指定解除[2]。

## 路線状況
道路法の規定に基づき、東茨城郡茨城町奥谷（主要地方道大洗友部線交差） - 同（国道6号交差）間および、茨城町小幡（小幡南交差点） - 笠間市押辺（国道355号交差）間は、緊急輸送道路として機能を維持するため、災害発生時の被害拡大防止を目的に道路用地内に電柱を建てることが制限されている。

### 重複区間
- 茨城県道52号石岡城里線（笠間市安居：365 m）[8]※現道

## 地理

### 通過する自治体
- 東茨城郡茨城町
- 笠間市

### 交差する道路
- 現道（北線）
  - 茨城県道16号大洗友部線・茨城県道18号茨城鹿島線（東茨城郡茨城町奥谷・奥谷交差点、起点）
  - 国道6号（東茨城郡茨城町奥谷・奥谷立体交差点）
  - 茨城県道59号玉里水戸線（東茨城郡茨城町上飯沼）
  - 茨城県道52号石岡城里線（笠間市安居）
  - 茨城県道52号石岡城里線（笠間市安居）
  - 茨城県道30号水戸岩間線（笠間市土師、終点）
- 新道（南線）
  - 国道6号・茨城県道181号宮ヶ崎小幡線（東茨城郡茨城町小幡南・小幡南交差点、新道起点）【北緯36度15分42.3秒 東経140度23分12.4秒 / 北緯36.261750度 東経140.386778度】
  - 茨城県道59号玉里水戸線（東茨城郡茨城町上飯沼）
  - 茨城県道52号石岡城里線（笠間市安居）
  - 常磐自動車道 (8)岩間I・C・茨城県道145号上吉影岩間線（笠間市押辺）
  - 国道355号石岡岩間バイパス（笠間市泉）
  - 茨城県道145号上吉影岩間線（笠間市泉）
  - 国道355号（笠間市泉、新道終点）【北緯36度17分2.2秒 東経140度16分29.6秒 / 北緯36.283944度 東経140.274889度】

### 沿線にある施設など
- 現道（北線）
  - 茨城町立青葉中学校（茨城町奥谷）
  - 川根郵便局（茨城町上飯沼）
  - 笠間市立岩間第二小学校（笠間市押辺）
- 新道（南線）
  - 東大付属牧場（笠間市安居）
  - 茨城県農業総合センター（笠間市安居）
  - ボートピア岩間（笠間市押辺）
  - JR常磐線